# Ванеса Уилямс
Ванеса Лин Уилямс (на английски: Vanessa Lynn Williams) е американска актриса, певица и модел.
Тя става известна като първата афроамериканска жена, спечелила конкурса Мис Америка през 1984 г. Въпреки това ѝ се налага да се откаже от короната, заради нейни предварително заснети голи снимки.
Уилямс се възстановява от скандала, създавайки успешна музикална и актьорска кариера. Нейният дебютен сингъл The Right Stuff постига среден успех, преди песента ѝ Dreaming' да достигне номер 8 в класацията Билборд Хот 100 в САЩ през 1989 г.
На екрана е известна с ролята си на Вилхелмина Слейтър в сериала „Грозната Бети“.
Ванеса Уилямс се подлага на ДНК тест, от който става ясно, че тя е: 23% от Гана, 17% от Британските острови, 15% от Камерун, 12% от Финландия, 11% от Южна Европа, 7% от Того, 6% от Бенин, 5% от Сенегал и 4% от Португалия.